# Podboršt (gmina Ivančna Gorica)
Podboršt – wieś w Słowenii, w gminie Ivančna Gorica. W 2018 roku liczyła 124 mieszkańców.